# Интинская ТЭЦ
Интинская ТЭЦ — небольшая угольная электростанция (теплоэлектроцентраль) в городе Инта Республики Коми, входящая в состав филиала «Коми» ПАО «Т Плюс».
Расположена в восточной части города.

## История
Строительство Интинской ТЭЦ для обеспечения электрической и тепловой энергией строящихся шахт Интинского угольного месторождения Печорского угольного бассейна началось весной 1943 года и велось очередями. К строительству привлекались узники ГУЛАГа.
Первая очередь была введена в эксплуатацию 31 марта 1949 года, за 5 лет до образования города Инта. Оборудование станции составляли два котла американской марки «Эдж-Мур» производительностью по 30 т/ч каждый и один турбогенератор венгерской фирмы «Ланг-ВВС» мощностью 9,3 МВт. Изначально станция называлась ТЭС-2.
Строительство второй очереди началось в 1952 году, третьей — в 1956 году. Современное название теплоэлектроцентраль получила в 1958 году после ввода в эксплуатацию 3-й очереди. К концу 60-х гг. ТЭЦ вышла на проектную мощность 51 МВт и имела семь котлоагрегатов и пять турбинных установок.
До ввода в эксплуатацию в декабре 1978 года подстанции Инта 220 кВ и линии электропередачи Печора — Инта Интинская ТЭЦ работала изолированно от энергосистемы Республики Коми.
В ходе реформы РАО ЕЭС России Интинская ТЭЦ вошла в состав ТГК-9, позднее (в 2014 году) реорганизованной в ПАО «Т Плюс».

## Современное состояние
Интинская ТЭЦ работает в составе энергосистемы Республики Коми, входящей в состав объединенной энергосистемы Северо-Запада и осуществляющей централизованное электроснабжение потребителей на территории республики и части Ненецкого автономного округа. Установленная электрическая мощность Интинской ТЭЦ на начало 2016 года — всего 18 МВт или менее 1 % от установленной мощности электростанций республики. Выработка в 2015 г. — 60,7 млн кВт⋅ч, коэффициент использования установленной мощности — менее 40 %. Основными потребителями электроэнергии в Интинском энергорайоне являются угледобывающие предприятия.
На ТЭЦ установлено следующее основное оборудование:
- противодавленческие турбоагрегаты[3]:
  - № 1 типа ПР-6-35-10/1,2 мощностью 6 МВт, введённый в эксплуатацию в 1970 году;
  - № 5 типа ПР-12-35-10/1,2 мощность 12 МВт, введённый в эксплуатацию в 1958 году;
- твердотопливные вертикально-водотрубные котлоагрегаты[2]:
  - два котла типа ЧКД-Дукла единичной паропроизводительностью 50 т/ч, введённые в эксплуатацию в 1953—1954 гг.;
  - три котла типа БКЗ(БелКЗ)-75-39ФБ единичной паропроизводительностью 75 т/ч, введённые в эксплуатацию в 1960 и 1965 гг.

Тепловая схема станции — с поперечными связями.
Основное топливо — уголь, мазут используется только для розжига котлов. Особенностью станции является отсутствие склада угля (работа «с колёс»), так как по проекту станция входила в состав комбината Интауголь c выгрузкой поступающего интинского угля непосредственно в разгрузсарае. При перебоях в поставках возможен переход на воркутинский уголь.
Водозабор осуществляется из реки Большая Инта.
Интинская ТЭЦ работает в режиме комбинированной выработки электрической и тепловой энергии. Установленная тепловая мощность — 171 Гкал/ч. Станция поставляет тепловую энергию в виде пара и горячей воды потребителям в границах города. Крупным потребителем тепловой энергии от Интинской ТЭЦ является АО «Интауголь».
Потребителями пара являются Интинский завод железобетонных изделий, расположенный в непосредственной близости к ТЭЦ, и часть потребителей жилой застройки Восточного района города с устаревшими системами парового отопления.
Одной из проблем Интинской ТЭЦ являются избыточные тепловые мощности системы централизованного теплоснабжения города: ТЭЦ конкурирует с районной котельной № 1 (ООО «Тепловая компания») и имеет недостаточную тепловую нагрузку для эффективной выработки в комбинированном режиме.

## Перечень основного оборудования
| Агрегат         | Тип             | Изготовитель                 | Количество | Ввод в эксплуатацию | Основные характеристики | Основные характеристики | Источники |
| Агрегат         | Тип             | Изготовитель                 | Количество | Ввод в эксплуатацию | Параметр                | Значение                | Источники |
| --------------- | --------------- | ---------------------------- | ---------- | ------------------- | ----------------------- | ----------------------- | --------- |
| Паровой котёл   | ЧКД-Дукла       | Чехословакия                 | 2          | 1953 г. 1954 г.     | Топливо                 | уголь                   | [ 5 ]     |
| Паровой котёл   | ЧКД-Дукла       | Чехословакия                 | 2          | 1953 г. 1954 г.     | Производительность      | 50 т/ч                  | [ 5 ]     |
| Паровой котёл   | ЧКД-Дукла       | Чехословакия                 | 2          | 1953 г. 1954 г.     | Параметры пара          | 39 кгс/см2, 440 °С      | [ 5 ]     |
| Паровой котёл   | БКЗ-75-39ФБ     | Барнаульский котельный завод | 2          | 1960 г. 1965 г.     | Топливо                 | уголь                   | [ 5 ]     |
| Паровой котёл   | БКЗ-75-39ФБ     | Барнаульский котельный завод | 2          | 1960 г. 1965 г.     | Производительность      | 75 т/ч                  | [ 5 ]     |
| Паровой котёл   | БКЗ-75-39ФБ     | Барнаульский котельный завод | 2          | 1960 г. 1965 г.     | Параметры пара          | 39 кгс/см2, 440 °С      | [ 5 ]     |
| Паровой котёл   | БелКЗ-75-39ФБ   | БелКЗ                        | 1          | 1965 г.             | Топливо                 | уголь                   | [ 5 ]     |
| Паровой котёл   | БелКЗ-75-39ФБ   | БелКЗ                        | 1          | 1965 г.             | Производительность      | 75 т/ч                  | [ 5 ]     |
| Паровой котёл   | БелКЗ-75-39ФБ   | БелКЗ                        | 1          | 1965 г.             | Параметры пара          | 39 кгс/см2, 440 °С      | [ 5 ]     |
| Паровая турбина | ПР-6-35/10/1,2  | Красный гидропресс           | 1          | 1970 г.             | Установленная мощность  | 6 МВт                   | [ 5 ]     |
| Паровая турбина | ПР-6-35/10/1,2  | Красный гидропресс           | 1          | 1970 г.             | Тепловая мощность       | 39 Гкал/ч               | [ 5 ]     |
| Паровая турбина | ПР-12-35/10/1,2 | Чехословакия                 | 1          | 1956 г.             | Установленная мощность  | 12 МВт                  | [ 5 ]     |
| Паровая турбина | ПР-12-35/10/1,2 | Чехословакия                 | 1          | 1956 г.             | Тепловая мощность       | 67,5 Гкал/ч             | [ 5 ]     |